# Comuna Ștormove, Sakî
Ștormove (în ucraineană Штормове) este o comună în raionul Sakî, Republica Autonomă Crimeea, Ucraina, formată din satele Hutorok, Krîlovka, Popivka, Prîvitne și Ștormove (reședința).

## Demografie
Componența lingvistică a comunei Ștormove
     Rusă (77,27%)
     Ucraineană (12,39%)
     Tătară crimeeană (8,69%)
     Alte limbi (0,39%)
Conform recensământului din 2001, majoritatea populației comunei Ștormove era vorbitoare de rusă (77,27%), existând în minoritate și vorbitori de ucraineană (12,39%) și tătară crimeeană (8,69%).